# Raxenbach (Mürz)
Der Raxenbach ist ein linker Nebenfluss der Mürz im Nordosten der Steiermark, Österreich.

## Verlauf
Der Raxenbach entspringt im Gebiet der Rax südöstlich der Heukuppe. Er fließt zuerst in südöstlicher Richtung, dreht dann vor dem Preiner Gscheid auf Südwest und West, bevor er knapp vor Kapellen fast wieder in Südrichtung fließt und in die Mürz mündet.
Sein Einzugsgebiet gehört zur Gemeinde Neuberg an der Mürz, seine Zuflüsse entwässern die südliche Rax, die zur Rax-Schneeberg-Gruppe gehört. Ab dem Altenberger Bach hat der Raxenbach kleine rechte Zuflüsse aus den Mürzsteger Alpen. 

## Nebenbäche
Das Einzugsgebiet des Raxenbachs beträgt 52,14 Quadratkilometer. Die wichtigsten Nebenbäche sind:
| Name             | Mündungsseite | Mündungsort | Einzugsgebiet in km² |
| ---------------- | ------------- | ----------- | -------------------- |
| Tattermannbach   | links         |             | 01,63                |
| Gamskogelgraben  | links         | Krampushof  | 01,50                |
| Koglergrabenbach | rechts        | Raxen       | 02,62                |
| Brandgrabenbach  | links         | Raxen       | 01,28                |
| Waldbach         | links         |             | 03,12                |
| Mitterbach       | links         |             | 03,20                |
| Kohlbach         | links         |             | 03,51                |
| Altenberger Bach | rechts        | Stojen      | 26,57                |

## Verkehr
- Straße: Durch das Tal des Raxenbachs verläuft die Preiner-Gscheid-Straße L103 von der Mündung bei Kapellen auf das Preiner Gscheid.
- Wanderweg: Der Aufstieg vom Preiner Gscheid zum Karl Ludwig Haus folgt dem Raxenbach bis zu seiner Quelle.[3]